# گرینلاریش
گرینلاریش (به انگلیسی: Crianlarich) یک روستا در بریتانیا است که در استیرلینگ واقع شده‌است. گرینلاریش ۱۸۵ نفر جمعیت دارد.